# Mühlethal

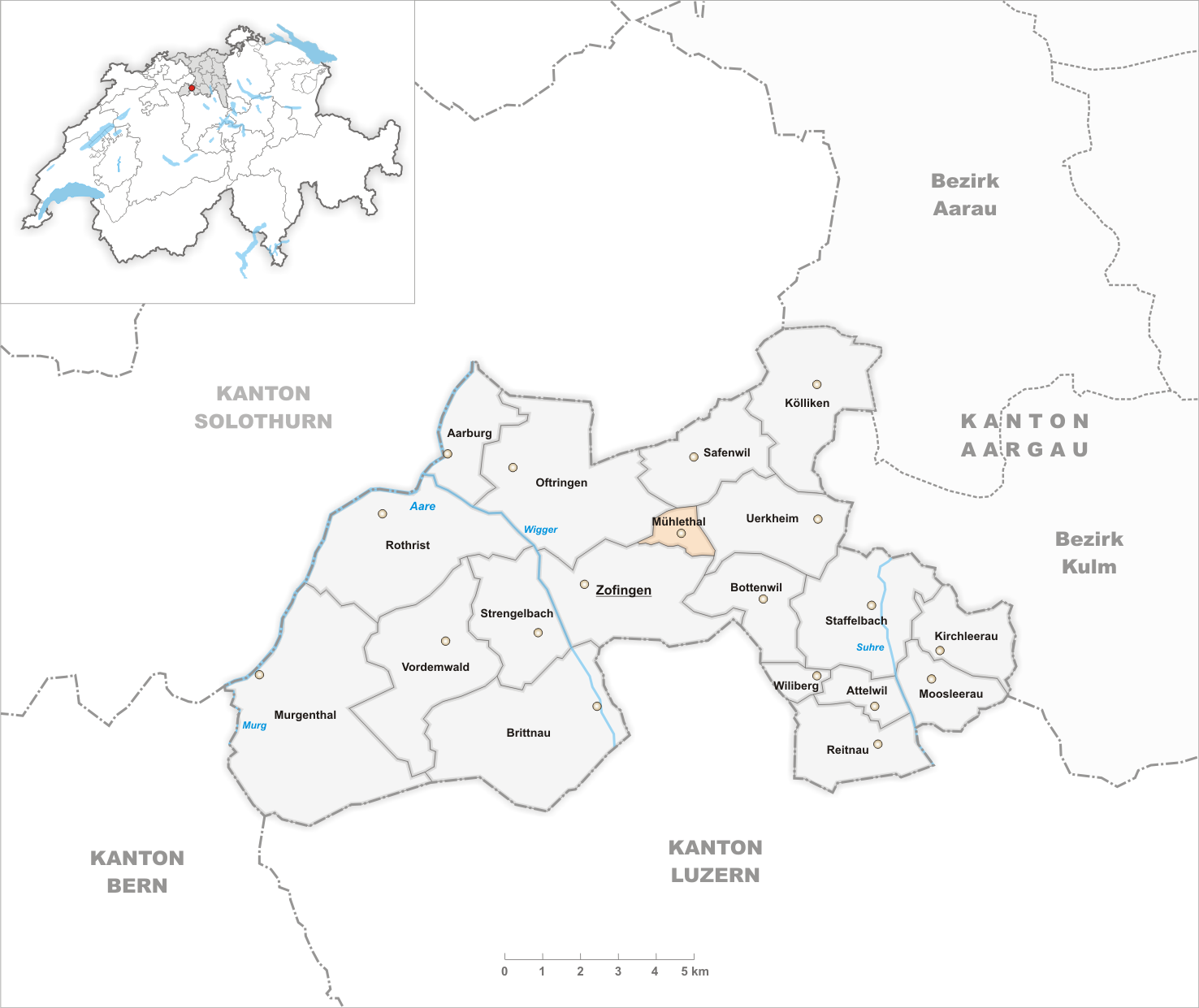
Gemeindestand vor der Fusion am 1. Januar 2002

Mühlethal (schweizerdeutsch: ˈmœʊɪ.tɑʊ) ist ein Dorf im Kanton Aargau in der Schweiz. Bis Ende Dezember 2001 war es eine selbständige politische Gemeinde im Bezirk Zofingen, bevor es von der Nachbarstadt Zofingen eingemeindet wurde. Zum Zeitpunkt der Fusion zählte Mühlethal rund 800 Einwohner, die Fläche des Gemeindegebiets betrug 1,45 km².

## Geographie
Das Dorf liegt rund zwei Kilometer nordöstlich des Stadtzentrums von Zofingen im hinteren Teil des Mühletals (ohne h), einem rund zwei Kilometer langen östlichen Seitental der Wigger. Das enge Tal wird im Norden von der Hochwacht (638 m ü. M.) begrenzt, im Süden von den Ausläufern des Munihubels. Mühlethal besteht aus drei Ortsteilen, die mittlerweile zusammengewachsen sind: Das eigentliche Zentrum ist das „Dörfli“ (539 m ü. M.), westlich davon liegt die Neubausiedlung Öltrotte (520 m ü. M.). Im Osten, am Übergang ins benachbarte Uerkental, befindet sich Linden (583 m ü. M.); die Grenze zur Nachbargemeinde Uerkheim verläuft mitten durch diesen Ortsteil. Im Norden grenzte die Gemeinde Mühlethal an Safenwil, im Nordwesten an Oftringen und im Süden an Zofingen.

## Geschichte
Die erste urkundliche Erwähnung von Mulintal erfolgte im Jahr 1242. Der Ortsname stammt vom althochdeutschen (ze) mulintale und bedeutet «Tal bei der Mühle». Bedeutendster Grundbesitzer war das Chorherrenstift Zofingen. Bis 1299 lag das Dorf im Herrschaftsbereich der Grafen von Frohburg, danach in jenem der Habsburger. Ab 1415 war Mühlethal Teil des Untertanengebiets der Stadt Bern, dem so genannten Berner Aargau. Immer wieder musste Mühlethal darum kämpfen, überhaupt als eigenständiges Gemeinwesen anerkannt zu werden. Erst 1756 legte die Obrigkeit die Grenze zu Oftringen endgültig fest. 1782 betrachteten die Berner Behörden das Dorf sogar als Bestandteil Oftringens. Erst eine vom Gemeinderat im Jahr 1804 besiegelte Urkunde bestätigte, dass Mühlethal nun eine eigenständige Gemeinde des neuen Kantons Aargau war.
Im Jahr 1812, bei der Aufteilung der Waldungen des ehemaligen Amtes Aarburg auf die verschiedenen Gemeinden, schien Mühlethal vergessen oder übergangen worden zu sein, denn der Wald auf dem Gemeindegebiet gehörte vollumfänglich der Stadt Zofingen oder Privatleuten. Nicht zuletzt deshalb war Mühlethal eine sehr arme Gemeinde und strebte 1874 erstmals den Anschluss an eine Nachbargemeinde an. Sowohl Zofingen als auch Oftringen lehnten ab. Weitere Gesuche lehnte Zofingen in den Jahren 1895 und 1897 ab. 1911, 1921 und 1937 erfolgten drei weitere Eingemeindungsbegehren. Oftringen und Zofingen lehnten zwar eine Eingemeindung wiederum ab, waren aber immerhin bereit, Unterstützungsbeiträge zu zahlen. Zudem war Zofingen am Schulhausneubau in den 1960er Jahren beteiligt.
1970 war es dann Mühlethal, das eine Fusion ablehnte, denn durch den neu eingeführten Finanzausgleich konnten die Steuern spürbar gesenkt werden. Innerhalb von dreissig Jahren verdoppelte sich die Bevölkerung der Gemeinde. Die neu zugezogenen Einwohner waren allerdings eher nach Zofingen orientiert, vor allem in wirtschaftlicher Hinsicht. Als die Fusionsfrage 1998 wieder auf der Tagesordnung stand, gab es nur noch wenig Widerstand. Bei der Volksabstimmung vom 13. Juni 1999 wurde die Fusion in beiden Gemeinden deutlich angenommen, mit 2669:316 Stimmen in Zofingen und 333:67 Stimmen in Mühlethal. Die Fusion erfolgte schliesslich am 1. Januar 2002.

## Bevölkerung
Die Einwohnerzahlen entwickelten sich wie folgt:
| Jahr      | 1764 | 1850 | 1900 | 1950 | 1980 | 2000 |
| Einwohner | 177  | 392  | 361  | 281  | 505  | 785  |

Bei der Volkszählung im Dezember 2000, knapp ein Jahr vor der Fusion, lebten 785 Menschen in Mühlethal. 56,3 % bezeichneten sich als reformiert und 15,0 % als römisch-katholisch; 28,7 % waren konfessionslos oder gehörten anderen Glaubensrichtungen an. 95,2 % gaben Deutsch als ihre Hauptsprache an und 1,7 % Italienisch.

## Verkehr
Die Hauptstrasse führt durch das ganze Dorf. Nach Zofingen hat man die Mühlethalstrasse und nach Uerkheim die Hinterwilerstrasse.

### Nahverkehr
- 613 Schöftland Bahnhof – Holziken – Bottenwil – Uerkheim – Mühlethal – Zofingen Bahnhof